# ماريا خوسيه كاستيلو
ماريا خوسيه كاستيلو (بالإسبانية: María José Castillo Gutiérrez)‏ هي مغنية كوستاريكية، ولدت في 11 أغسطس 1990 في إيريذيا ‏ في كوستاريكا.

## وصلات خارجية
- الموقع الرسمي